# كيوي (فاكهة)

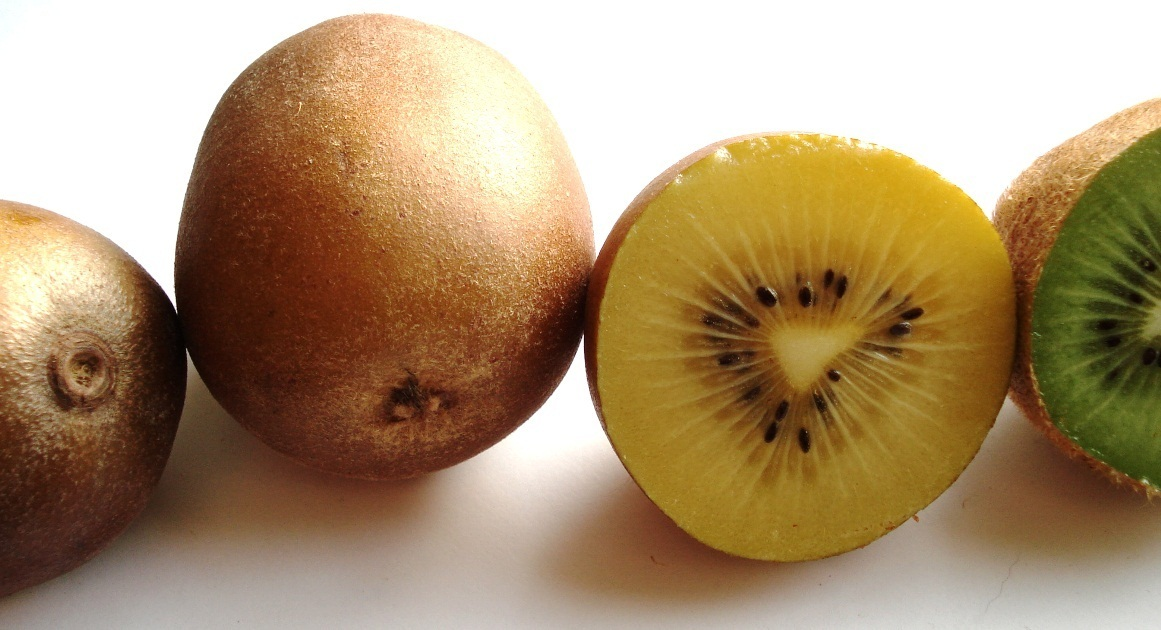
فاكهة الكيوي

الكيوي فاكهة بيضاوية الشكل. قشرة الثمرة ذات لون بني أما اللب فغالبا ما يكون أخضر اللون ويحوي بذورا سوداء صغيرة. وأعلى الدول إنتاجاً لها هي إيطاليا.

## نبات الكيوي
الكيوي نبات شجيري، ثنائي المسكن، أحادي الجنس، معمر من 30-40 سنة، متسلق غزير النمو، متساقط الأوراق، أزهاره المؤنثة مفردة ذات مبيض ضخم عليه أوبار كثيفة، والأزهار المذكرة كبيرة الحجم تتجمع الأسدة على شكل باقة ثمارها بيضاوية الشكل مزغبة ذات لون كستنائي، ومن الداخل لحمية لها لون الزمرد الأخضر، مع خطوط سوداء شعاعية تحوي بذورا قابلة للأكل بطعم يشبه مزيج الفراولة والأناناس.
يبلغ وزن الثمرة الواحدة بين 70-120 غراما وحسب الصنف، ويدخل النبات طور الأثمار في عامه الثالث أو الرابع من زراعته وحسب طرق تكاثره ونظم تربيته وحالته الصحية ونوعه وخصوبة التربة الحاضنة له، والأفرع سريعة النمو ومنها أفرع ثمرية تتميز بكثافة البراعم الزهرية التي تحملها، وأفرع خضرية وتكون رهيفة سهلة الكسر عند التعرض لرياح شديدة، والأفرع التي بعمر عام تحمل في طرفها السفلى براعم زهرية وبالتالي ثمار خلال العام القادم.

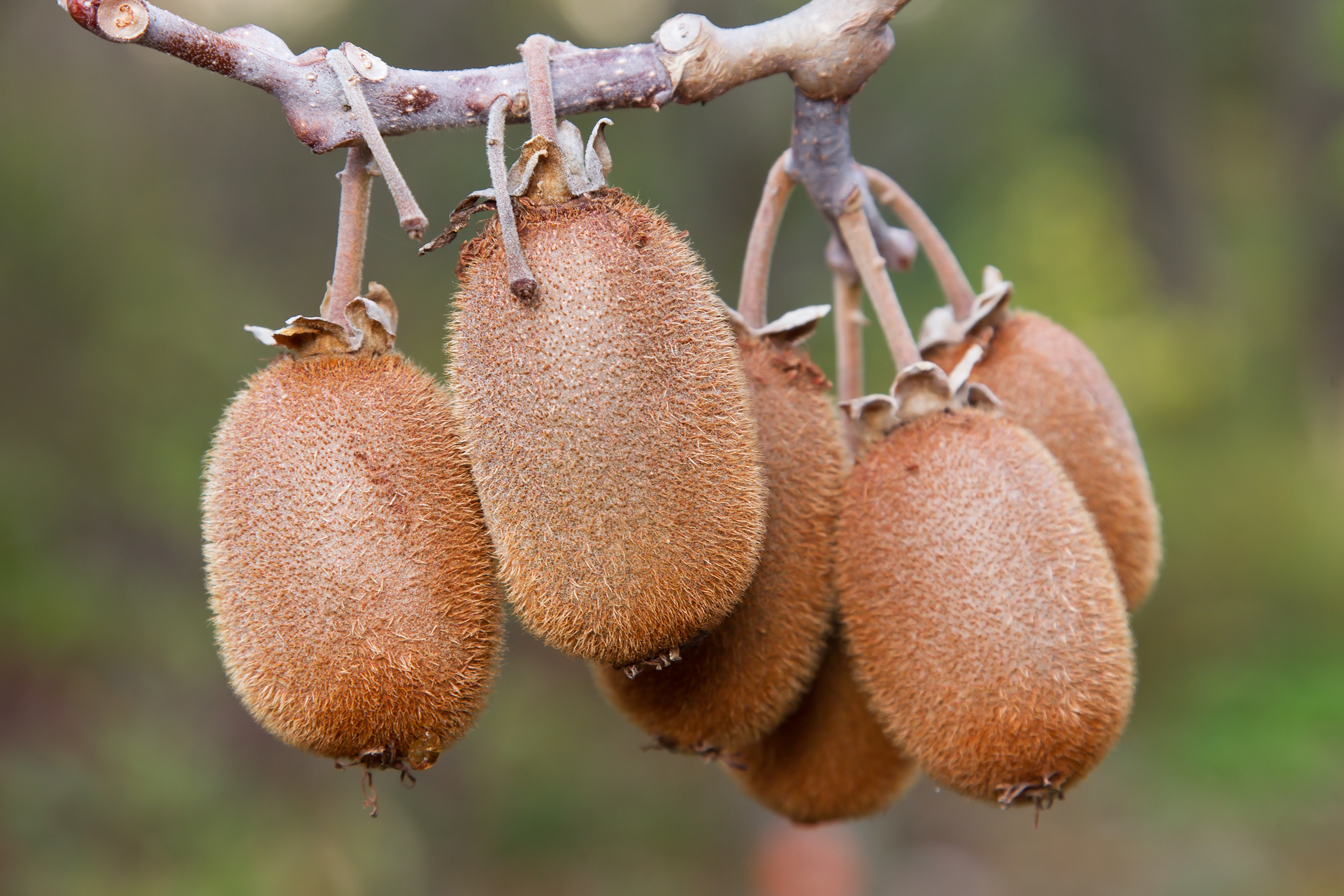
شجرة الكيوي

شجرة الكيوي تحتاج إلى ظروف بيئية مناسبة لإنتاج ونمو النبات، ففي فصل الصيف تحتاج إلى جو دافئ، وفي فصل الشتاء يحتاج النبات لدرجة حرارة منخفضة بحدود 600-1000 ساعة برودة حسب الأصناف، وبحيث تنخفض فيها درجة حرارة الهواء لأقل من 8 درجات مئوية، لتمايز البراعم الزهرية والرطوبة يجب ألا تقل عن 60 بالمئة، وأنسب الأراضي لزراعة الكيوي هي الأراضي الغنية بالمادة العضوية والجيدة الصرف، والرياح القوية تؤثر على الشجرة وتمزق أغصانها الصغيرة لذلك ينصح بإحاطة البستان المزمع إقامته بمصدات الرياح قبل إنشائه بسنتين على الأقل من زراعة الغراس.
وبالنسبة للري، فإن النبات حساس لنقص الماء في التربة. وعليه فإن مواعيد السقاية وكمية المياه وطرق السقاية بالغة الأهمية، وخاصة للغراس الفتية وكما يجب الحفاظ على مستوى رطوبي بين 70-90% للبستان المنتج. وينصح باستخدام الري الموضعي تنقيط أو رذاذ قصير ولا يسمح بتجميع المياه في منطقة انتشار الجذور لأنها تسبب تعفن واختناق الجذور.
وبالنسبة لإكثار النبات، يمكن إكثار الكيوي بالبذور وهي على الأغلب للبحوث العلمية. وأما الطريقة المتبعة والمنتشرة فهي الإكثار بالعقل الغضة. وتقدم عمليات الخدمة المناسبة وتبدأ العقل بالتجذير بعمر 30-60 يوما وحسب درجة الحرارة، وتتضمن أصناف الكيوي الأصناف المؤنثة وهاي وارد رو وبراونو ومونتي وابوت والأصناف المذكرة هي توموري.
وتشير الدراسات التاريخية إلى أن الصين هي الموطن الأصلي لهذا النبات، حيث يعرف هناك باسم يانك تاو. وهو لايزال بحالته البرية في الغابات وفي الوديان وخاصة حول مصب نهر يانغ تسي.

## الوصف النباتي
يعرف في العالم حالياً 36 سلالة من الكيوي وجميع هذه السلالات عبارة عن نباتات معمرة تصل في العمر إلى 30-40 سنة، وهي إما أشجار متسلقة أو زاحفة أو تزرع على دعامات كما تزرع بالقرب من جدران المنازل لتتسلقها أو تستند إليها.
أوراق الكيوي كبيرة قلبية طولها 8-12سم وعرضها 6-7سم ذات حامل طويل، سطحها السفلي ذو أوبار قاسية قصيرة وكثيفة.
تصل شجيرة الكيوي للحمل بعد 3-4 سنوات من الزراعة بينما تصل للحمل الكامل بعد 8-9 سنوات. الأزهار ذات لون أبيض في البداية ثم تتحول إلى الكريمي، قطر الزهرة 3-4 سم.
ثمرة الكيوي متطاولة أو بيضاوية لونها بني وعليها وبر وخشنة الملمس، اللحم أخضر زاهي وتحتوي على عديد من البذور السوداء التي تؤكل مع اللحم.

## مكونات الكيوي
تحتوي ثمرة الكيوي على 10% سكريات و 1% بروتين، وعلى أملاح معدنية منها البوتاسيوم والكالسيوم والمغنيسيوم والفسفور، و 80% من وزن الثمار ماء، وللعلم فإن الثمرة تحتوي على حوالي 150 ملجرام من فيتامين C وهذه النسبة تعادل أربعة أضعاف ما تحتويه ثمار الحمضيات، ولا يتفوق على ثمار الكيوي بمحتواه من هذا الفيتامين إلا ثمار الورد البري الجبلي.

## المعلومات الغذائية
| كيوي، ذهبي، خام القيمة الغذائية لكل (100 غرام) الطاقة الغذائية 251 كـجول (60 ك.سعرة) الكربوهيدرات 14.23 g السكر 10.98 g ألياف غذائية 2 g البروتين بروتين كلي 1.23 g الدهون دهون 0.56 g الفيتامينات الثيامين (فيتامين ب ١ ) 0.024 مليغرام (2%) الرايبوفلافين (فيتامين ب ٢ ) 0.046 مليغرام (3%) نياسين (Vit. B 3 ) 0.28 مليغرام (2%) فيتامين ب ٥ أو حمض بانتوثينيك 0.5 مليغرام (10%) فيتامين بي6 0.057 مليغرام (4%) ملح حمض الفوليك (فيتامين ب 9 ) 34 ميكروغرام (9%) كولين 5 مليغرام (1%) فيتامين ج 105.4 مليغرام (176%) فيتامين إي 1.49 vitC_mg=200 مليغرام ( خطأ في التعبير: كلمة لم نتعرف عليها «vitc». %) فيتامين ك 5.5 ميكروغرام (5%) معادن وأملاح كالسيوم 20 مليغرام (2%) الحديد 0.29 مليغرام (2%) مغنيزيوم 14 مليغرام (4%) منغنيز 0.058 مليغرام (3%) فسفور 29 مليغرام (4%) بوتاسيوم 316 مليغرام (7%) صوديوم 3 مليغرام (0%) زنك 0.10 مليغرام (1%) معلومات أخرى link to USDA Database entry النسب المئوية هي نسب مقدرة بالتقريب باستخدام التوصيات الأمريكية لنظام الغذاء للفرد البالغ. المصدر: قاعدة بيانات وزارة الزراعة الأميركية للمواد الغذائية تعديل مصدري - تعديل |                                                                         |
| كيوي، ذهبي، خام |                                                                         |
| |                                                                         |
| |                                                                         |
| القيمة الغذائية لكل (100 غرام) |                                                                         |
| الطاقة الغذائية | 251 كـجول (60 ك.سعرة)                                                   |
| الكربوهيدرات | 14.23 g                                                                 |
| السكر | 10.98 g                                                                 |
| ألياف غذائية | 2 g                                                                     |
| البروتين |                                                                         |
| بروتين كلي | 1.23 g                                                                  |
| الدهون |                                                                         |
| دهون | 0.56 g                                                                  |
| الفيتامينات |                                                                         |
| الثيامين (فيتامين ب١) | 0.024 مليغرام (2%)                                                      |
| الرايبوفلافين (فيتامين ب٢) | 0.046 مليغرام (3%)                                                      |
| نياسين (Vit. B3) | 0.28 مليغرام (2%)                                                       |
| فيتامين ب٥ أو حمض بانتوثينيك | 0.5 مليغرام (10%)                                                       |
| فيتامين بي6 | 0.057 مليغرام (4%)                                                      |
| ملح حمض الفوليك (فيتامين ب9) | 34 ميكروغرام (9%)                                                       |
| كولين | 5 مليغرام (1%)                                                          |
| فيتامين ج | 105.4 مليغرام (176%)                                                    |
| فيتامين إي | 1.49 vitC_mg=200 مليغرام (خطأ في التعبير: كلمة لم نتعرف عليها «vitc».%) |
| فيتامين ك | 5.5 ميكروغرام (5%)                                                      |
| معادن وأملاح |                                                                         |
| كالسيوم | 20 مليغرام (2%)                                                         |
| الحديد | 0.29 مليغرام (2%)                                                       |
| مغنيزيوم | 14 مليغرام (4%)                                                         |
| منغنيز | 0.058 مليغرام (3%)                                                      |
| فسفور | 29 مليغرام (4%)                                                         |
| بوتاسيوم | 316 مليغرام (7%)                                                        |
| صوديوم | 3 مليغرام (0%)                                                          |
| زنك | 0.10 مليغرام (1%)                                                       |
| معلومات أخرى |                                                                         |
| link to USDA Database entry النسب المئوية هي نسب مقدرة بالتقريب باستخدام التوصيات الأمريكية لنظام الغذاء للفرد البالغ. المصدر: قاعدة بيانات وزارة الزراعة الأميركية للمواد الغذائية |                                                                         |
| تعديل مصدري - تعديل |                                                                         |

## أنواعها
ينتشر في العالم ثلاثة سلالات أساسية اقتصادية تنتج غالبية الإنتاج العالمي من ثمار الكيوي، وهذه السلالات هي:
- السلالة العارية الطرية: وتتميز بصغر حجم ثمارها وتنتشر في بلدان الشرق الأقصى في منشوريا وكوريا واليابان وشرقي الصين.
- السلالة ذات الأسنان الحادة: تتميز كذلك بصغر حجم ثمارها وتنتشر في مناطق انتشار السلالة الأولى.
- السلالة الصينية: تتميز ثمار هذه السلالة بكبر حجم ثمارها وتنتشر الآن في كثير من دول العالم.
- السلالة الرابحية: تتميز ثمار هذه السلالة بغرابة حجم ثمارها وتنتشر الآن في شرق ليبيا منذ ثمانينات القرن الماضي.